# Клюєв Борис Володимирович
Бори́с Володи́мирович Клю́єв (рос. Борис Владимирович Клюев; 13 липня 1944, Москва — 1 вересня 2020, Москва) — радянський і російський актор театру, кіно та озвучування, театральний педагог, професор. Народний артист Російської Федерації (2002). Один із провідних акторів Державного академічного Малого театру (1969—2020). Художній керівник двох курсів Вищого театрального училища ім. М. С. Щепкіна, завідувач кафедри акторської майстерності. Член Правління Гільдії акторів кіно Росії.

## Біографія
Народився 13 липня 1944 року у Москві.
У 1969 році закінчив Вище театральне училище імені М. С. Щепкіна (курс Л. А. Волкова). 
З 1969 року працював у Малому театрі в Москві. 
У кіно дебютував в 1970 році у фільмі «Крах імперії». 
Протягом багатьох років викладав в Щепкінському училищі майстерність актора. Керував курсом і мав вчене звання професора.
У травні 2018 року ЗМІ повідомили, що у Бориса Клюєва діагностували рак легені. Актор рішуче спростовував цю інформацію, але у липні 2019 року вперше підтвердив, що хворий і проходить курси лікування. Проте, за словами Клюєва, хвороба не заважає йому грати в театрі і зніматися в кіно.
1 вересня 2020 року помер на 77-му році життя у Москві, після важкої хвороби.

## Громадянська позиція
У березні 2014 року підписав листа на підтримку політики президента Росії Володимира Путіна щодо російської військової інтервенції в Україну. Внесений до Переліку осіб, які створюють загрозу нацбезпеці України. В Україні заборонено прокат фільмів з участю Бориса Клюєва.

## Визнання і нагороди
- Заслужений артист РРФСР (1989)[7]
- Орден Дружби (25 жовтня 1999) — за великий внесок у розвиток вітчизняної театральної культури та у зв'язку із 175-річчям Державного академічного Малого театру Росії[8]
- Народний артист Російської Федерації (2002)[9]
- Лауреат премії «Зірка театрал» в номінації «Кільце Сатурна» (2010)
- Премія «Зірка театрала» (2011) в номінації «найкраща роль другого плану»[10]
- Премія ТЕФІ 2012 рік у номінації «за найкращу чоловічу роль» за роль в телесеріалі «Вороніни»[11]

## Фільмографія
- 1968 — Кінець «Сатурна» — німецький офіцер
- 1968 — Каратель — патрульний
- 1969 — Червоний намет — репортер (немає в титрах)
- 1970 — Крах імперії — Шульгін
- 1971 — Рудобельська республіка — Телецький, штабс-капітан
- 1971 — Вчора, сьогодні і завжди — Борис Петрович Сизов
- 1972 — Земля, до запитання — Хіменес
- 1973 — Минуле і думи — чиновник, англієць
- 1977 — Ходіння по муках (т/с) —  князь Бєльський
- 1978 — Д'Артаньян та три мушкетери (Одеська кіностудія) — граф Рошфор
- 1980 — Пригоди Шерлока Холмса і доктора Ватсона — Майкрофт Холмс
- 1980 — Ескадрон гусар летючих — французький офіцер
- 1980 — Змова Фієско в Генуї (фільм-спектакль)
- 1980 — Скандальна подія в Брікміллі — секретар
- 1982 — Нікколо Паганіні — Фердінандо Паер
- 1983 — Життя Берліоза — Ріхард Вагнер
- 1983 — Підліток — Афердов
- 1984 — ТАРС уповноважений заявити... — Дубов
- 1985 — Сестра моя Люся — Федір
- 1986 — Михайло Ломоносов — Григорій Орлов
- 1986 — Пригоди Шерлока Холмса і доктора Ватсона: Двадцяте століття починається — Майкрофт Холмс
- 1986 — Співучасть у вбивстві — Оліфер, адвокат
- 1986 — Балада про стару зброю — німецький командир
- 1986 — Кінець операції «Резидент» — Боб Стюарт
- 1986 — Нагородити (посмертно) — новий господар будинку Сосніних
- 1986 — Замах на ГОЕЛРО — Ганс Мюллер
- 1986 — Пригоди Шерлока Холмса і доктора Ватсона: Двадцяте століття починається — Майкрофт Холмс
- 1987 — Моонзунд — Гарольд Карлович фон Грапф
- 1987 — Загін спеціального призначення — гауптштурмфюрер Мартін Геттель
- 1987 — Кінець Вічності — соціолог Кантор Вой
- 1989 — Кримінальний квартет — головний інженер
- 1990 — Царське полювання — Грейг Самуїл Карлович, адмірал
- 1990 — ...на прізвисько «Звір» — ув'язнений — «мовчун», що допоміг Говоркову втекти
- 1990 — Зачарований мандрівник — граф
- 1990 — Футболіст — Альберт
- 1991 — Геній — Архипов
- 1991 — Як живете, карасі? — Борис Ілліч, художник
- 1991 — Сократ — Критій
- 1991 — Вікно навпроти («Укртелефільм») — містер Торвальд
- 1992 — Сни про Росію — російський морський офіцер
- 1995 — На розі, у Патріарших — Колесніков
- 1997 — Шизофренія — банкір Лозовський (алюзія на Березовського)
- 1997 — Графиня де Монсоро — герцог де Гіз
- 1997 — Королева Марго — герцог де Гіз
- 2000 — Спогади про Шерлока Холмса — Майкрофт Холмс
- 2001 — Левова частка — директор ФСБ
- 2004 — Сліпий — Поліванов
- 2004 — Бальзаківський вік, або Всі чоловіки сво… — Спартак Петрович
- 2005 — Паризька любов Кості Гуманкова — Месьє Плюш
- 2007 — 07-й змінює курс — президент США
- 2007 — Білка в колесі — Валентин
- 2009—2019 — Вороніни — Микола Петрович Воронін, батько Кості й Льоні, чоловік Галини Іванівни
- 2012 — 1812: Уланська балада — Аракчеєв Олексій Андрійович
- 2012 — Годинникар — друг кілера
- 2013 — Брати по обміну — Олег Дмитрович Чумаков
- 2013—2019 — Вулиці розбитих ліхтарів — генерал Мерзлякін Олексій Миколайович, начальник ГУ МВС
- 2014 — Фізрук 2 — капітан Чернишов, батько Тані
- та інші...